# أنثى نجمية
أنثى نجمية (الاسم العلمي: Asterogyne)، جنس نباتات مُزهرة من فصيلة النخلية موطنها أمريكا الوسطى وشمال أمريكا الجنوبية، مع ثلاثة من الأنواع الخمسة المعروفة المتوطنة في فنزويلا. يشير اسم جنس Asterogyne إلى الزهور الأنثوية ذات شكل النجمة ويأتي من المصطلحين اليونانيين "ἀστήρ" (astér)، نجمة و"γυνή" (gyne)، أنثى.
يشتمل الجنس على الأنواع التالية
- Asterogyne guianensis Granv. & A.J.Hend. - غويانا الفرنسية
- Asterogyne martiana (H.Wendl.) H.Wendl. ex Drude - كولومبيا، الإكوادور، أمريكا الوسطى من بليز إلى بنما
- Asterogyne ramosa (H.E.Moore) Wess.Boer - شبه جزيرة باريا في فنزويلا
- Asterogyne spicata (H.E.Moore) Wess.Boer - ولاية ميرندا في فنزويلا
- Asterogyne yaracuyense A.J.Hend. & Steyerm. - سيرو لا تشابا في لارا في فنزويلا